# Salto con gli sci alla XXIII Universiade invernale
Nel salto con gli sci alla XXIII Universiade invernale si sono disputate quattro gare: tre maschili e una femminile. Le gare si sono svolte dal 18 al 22 febbraio 2007 a Pragelato, in Italia, sui trampolini K95 e K125 dello Stadio del Trampolino. 

## Podi

### Uomini
| Evento           |                                                         |         |                                                          |        |                                                       |       |
| Oro              | Punteggio                                               | Argento | Punteggio                                                | Bronzo | Punteggio                                             |       |
| K95 individuale  | Dmitrij Ipatov                                          | 265,5   | Choi Yong-jik                                            | 260,0  | Denis Kornilov                                        | 252,5 |
| K125 individuale | Denis Kornilov                                          | 277,2   | Yoshihiko Osanai                                         | 263,6  | Dmitrij Ipatov                                        | 261,4 |
| K95 a squadre    | Austria Bastian Kaltenböck Florian Liegl Manuel Fettner | 717,0   | Corea del Sud Kang Chil-ku Choi Heung-chul Choi Yong-jik | 684,0  | Giappone Shūji Endo Shūsaku Hosoyama Yoshihiko Osanai | 634,0 |

### Donne
| Evento           | Oro              | Punteggio | Argento        | Punteggio | Bronzo     | Punteggio |
| HS95 individuale | Daniela Iraschko | 105,5     | Misaki Shigeno | 59,0      | Erina Kabe | 53,5      |

## Medagliere
| Posizione | Paese         | Oro | Argento | Bronzo | Totale |
| --------- | ------------- | --- | ------- | ------ | ------ |
| 1         | Russia        | 2   | 0       | 2      | 4      |
| 2         | Austria       | 2   | 0       | 0      | 2      |
| 3         | Giappone      | 0   | 2       | 2      | 4      |
| 4         | Corea del Sud | 0   | 2       | 0      | 3      |
| Totale    | Totale        | 4   | 4       | 4      | 12     |